# La libertad del diablo
La libertad del diablo (en anglès Devil's Freedom) és un documental mexicà dirigit i escrit per Everardo González. Fou exhibida per primer cop a la secció "Berlinale Especial" del 67è Festival Internacional de Cinema de Berlín.

## Argument
El documental investiga el fenomen de la violència a Mèxic en el segle XXI, donant veu a víctimes i victimaris. El seu propòsit és aprofundir en els motius i les conseqüències que generen i impliquen els actes violents.

## Premis i nominacions
| Premi                                      | Categoria                    | Nominats                                                                          | Resultat  |
| ------------------------------------------ | ---------------------------- | --------------------------------------------------------------------------------- | --------- |
| Festival Internacional de Cinema de Berlín | Premi Amnistia Internacional | Everardo González                                                                 | Guanyador |
| Festival Internacional de Cinema de Berlín | Millor Documental Original   | Everardo González                                                                 | Nominat   |
| Premis Ariel                               | Millor Pel·lícula            | Artegios i Animal de Luz Films                                                    | Nominat   |
| Premis Ariel                               | Millor direcció              | Everardo González                                                                 | Nominat   |
| Premis Ariel                               | Millor guió original         | Everardo González i Diego Enrique Osorno                                          | Nominats  |
| Premis Ariel                               | Millor muntatge              | Paloma López Carrillo                                                             | Nominada  |
| Premis Ariel                               | Millor fotografia            | María Secco                                                                       | Nominada  |
| Premis Ariel                               | Millor so                    | Matías Barberis, Bernat Fortiana, Pablo Tamez, Jaime Baksht i Michelle Couttolenc | Nominats  |
| Premis Ariel                               | Millor música                | Quincas Moreira                                                                   | Nominat   |
| Premis Ariel                               | Millor documental            | La libertad del diablo                                                            | Guanyador |

## Comentaris
Aquest film ocupa el lloc 35 dins de la llista de Les 100 millors pel·lícules mexicanes de la història, segons l'opinió de 27 crítics i especialistes del cinema a Mèxic, publicada pel portal Sector Cine al juny de 2020.